# Laura Brehm
Laura K. Brehm (* 15. August 1990) ist eine US-amerikanische Sängerin und Songwriterin.

## Karriere

### 2010–2014: Musikalische Anfänge
Am 4. Mai 2012 lud Brehm ihre Songs The Sunrise und Fall In Love auf ihrem YouTube-Kanal hoch. Die Lieder wurden bereits 2010 in ihrer LP Dreams veröffentlicht. Die Songs wurden von Nick Cocozzella produziert. Am selben Tag lud sie ebenfalls ihren Song Cosmic Gravity hoch, der bereits 2011 veröffentlicht und von ihr selbst produziert wurde.
Am 27. April 2013 veröffentlichte sie den Song Kiara || in Kooperation mit Muzzy. Am 8. November 2013 erschien in Zusammenarbeit mit dem Künstler Trance Crafter der Song One Future. Am 1. Januar 2014 veröffentlichte sie den Song Transformations mit Rameses B. Der Song wurde ebenfalls auf dem Musiklabel Monstercat veröffentlicht.
Am 28. Februar 2014 lud sie erneut einen ihrer älteren Songs hoch, Waking Dreams, in Kooperation mit Two Thirds. Der Song wurde bereits 2012 auf Monstercat veröffentlicht. Am selben Tag veröffentlichte sie den Song Love Will Carry Us in Zusammenarbeit mit Ecotek und James Egbert. Der Song wurde 2012 auf Xtravaganza veröffentlicht.
Am 1. März 2014 wurde der bereits im Jahr 2012 auf Braslive Records veröffentlichte Song I Remember You mit Danilo Garcia hochgeladen. Das offizielle Video folgte erst drei Jahre später, am 21. April 2017. Das Video wurde von Zerosun Creative aufgenommen und bearbeitet. Ebenfalls am 1. März wurde der Song Diamond Sky mit Elliot Berger veröffentlicht. Der Song wurde bereits 2013 auf der Spotlight Compilation Album vol. 1, das edmSpotlight, Monstercat, Tasty und Trap and Bass organisierten, veröffentlicht wurde.
Am 28. Mai 2014 wurde der Song Pure Sunlight in Kooperation mit Mr FijiWiji und AgNO3 veröffentlicht. Der Song ist ebenfalls auf Monstercat zu finden.

### 2015: Erste EP & Kooperation mit TheFatRat
Das Jahr 2015 startete Brehm mit dem Song Pressure am 16. Januar in Kooperation mit Draper. Der Song orientiert sich in der Richtung des Post-Rock bzw. Electronic und wurde ebenfalls auf Monstercat veröffentlicht.
Am 22. Juni 2015 veröffentlichte sie ihre erste EP unter dem Namen Future Holds in Zusammenarbeit mit Evoke. Die EP besteht aus den Songs Weightless, Future Holds und Serenity und ist ebenfalls auf dem Musiklabel Electric Birds Record zu finden.
Am 7. August 2015 lud sie den Song Ghost Spores in Kooperation mit Varien hoch, der Teil seines Albums The Ancient & Arcane ist. Wie die meisten seiner Vorgänger, ist auch dieser Song auf Monstercat verfügbar. Ein weiterer auf Monstercat verfügbarer Song ist We Won’t Be Alone mit Feint. Dieser wurde am 25. September 2015 veröffentlicht.
Am 7. November veröffentlichte TheFatRat seinen Song Monody mit Brehm als Sängerin. Der Song ist ebenfalls auf dem Kanal des Musiklabels MrSuicideSheep zu finden.

### 2016: Erneute Zusammenarbeit mit TheFatRat & erste Kooperation mit NoCopyrightSounds
Am 18. Februar 2016 präsentierte Brehm ihren ersten Song des Jahres 2016 in Kooperation mit Vulpey unter dem Namen Heartstrings und wurde passend als Valentinstags-Song veröffentlicht.
Am 10. März 2016 folgte der Song Falling mit AK und Brenton Mattheus. Am 31. März 2016 veröffentlichte TheFatRat erneut einen Song in Kooperation mit Brehm, diesmal unter dem Namen The Calling.
Am 9. August 2016 veröffentlichte Bustre seinen Song Strange Love als Teil seines Albums Everything Has An End. Wie bei sämtlichen Vorgängern, steuerte Brehm auch hier die Vocals bei. Am selben Tag wurde der Song Summer Never Ends in Zusammenarbeit mit Anna Yvette veröffentlicht und ist unter anderem auf Monstercat zu finden. Einen Monat später, am 7. September, folgte der Song Vertigo in Kooperation mit Rob Gasser. Der Song ist ebenfalls auf dem YouTube-Kanal des Musiklabels NoCopyrightSounds zu finden.
Am 6. Oktober 2016 veröffentlichte Brehm den Song Melancholy in Zusammenarbeit mit REZZ. Der Song ist Teil seiner EP Something Went Wrong und ist ebenfalls auf mau5trap zu finden. Am 26. Oktober 2016 veröffentlichte sie eine erneute Kooperation mit Feint. Der Song Words ist ebenfalls auf Monstercat zu finden.
Den Abschluss für 2016 bildete der Song Don’t Wait am 27. November. Dieser wurde von Evoke produziert, auf MrSuicideSheep premiert und auf Electric Birds Record veröffentlicht.

### 2017: Zweite EP & Uploads älterer Songs
Das Jahr 2017 startete Brehm am 1. Februar mit dem Song Losing You in Kooperation mit Ephixa. Der Song, wie immer auf Monstercat verfügbar, bildet mit einer Million Aufrufen ihr am meisten gesehenes Video. Am 13. Februar 2017 lud sie den Song „Light Up the Stars“ in erneuter Zusammenarbeit mit James Egbert aus dem Jahr 2012 hoch. Der Song ist Teil von Egberts EP In The Beginning und wurde auf Fuzion Muzik veröffentlicht. Einen Tag später folgte ein weiterer Song aus 2012, Watching The Clock, als Teil von Approaching Nirvanas Album Evolve. Am selben Tag veröffentlichte sie erneut einen älteren Song. In Zusammenarbeit mit yh entstand 2013 der Song Suppressant als Teil des Albums Idonthaveasound von yh. Am 16. Februar 2017 veröffentlichte sie Dreams, den Titeltrack ihrer gleichnamigen EP, in Kooperation mit Rogue. Der Song ist unter anderem auf Monstercat zu finden. Der am 21. Februar 2017 veröffentlichte Song Snowfall bildete eine erneute Zusammenarbeit mit Approaching Nirvana für dessen Album Not Even Once aus dem Jahr 2013. Einen Tag später veröffentlichte sie den Song Eye of the Storm mit Tut Tut Child. Der Song ist Teil von Tut Tut Childs Impossible Things Before Breakfast aus dem Jahre 2013, auch auf Monstercat vorzufinden. Am 23. Februar 2017 folgte der Titelsong der Valkyrie-Trilogie aus dem Jahr 2014 unter dem Namen Valkyrie. Die Trilogie entstand in Zusammenarbeit mit Varien und ist auch auf Monstercat verfügbar. Wieder einen Tag später folgte der Song Epiphany in Kooperation mit Glimpse. Der Song stammt aus dem Jahr 2015. Am selben Tag wurde der dritte Teil der Valkyrie-Trilogie veröffentlicht. Der Song trägt den Namen Valkyrie |||: Atonement. Am 25. Februar 2017 veröffentlichte sie eine erneute Kooperation mit Draper unter dem Namen All I See. Der Song aus dem Jahr 2016 ist ebenfalls auf Monstercat zu finden. Am 26. Februar 2017 lud sie den Song Won’t You mit Kross hoch. Der Song ist seit 2016 auf Mixmash Records zu finden. Am selben Tag veröffentlichte sie den letzten Upload von älteren Songs. Der Song Mortals entstand im Jahr 2016 in Zusammenarbeit mit Warriyo und ist ebenfalls auf NoCopyrightSounds zu finden.
Am 30. Juni 2017 veröffentlichte sie ihren Song Parallel, der ebenfalls auf Electric Birds Record zu finden ist.
Am 28. Juli 2017 veröffentlichte sie ihre zweite EP unter dem Namen Breathe, bestehend aus den Songs Awake & Dreaming, Breathe und Dance of Love.
Am 22. August 2017 erschien der Song Daylight in Zusammenarbeit mit IMLAY. Der Song ist Teil von IMPLAYs EP Shurai.
Am 27. Oktober 2017 veröffentlichte sie den Song Deja Vu in Zusammenarbeit mit Ephixa, die die Instrumentalversion komponierte. Der Text wurde von Paul Aiden und Brehm selbst geschrieben. Am selben Tag erschien der Song Ocean Blue mit WRLD. Der Song ist Teil von WRLDs EP Endless Dreams und wurde ebenfalls auf Heroic Recordings veröffentlicht.
Am 17. November 2017 erschien der Song Believe in erneuter Kooperation mit Elliot Berger.

### Ab 2018: Weitere Kooperationen mit TheFatRat
Am 23. März 2018 veröffentlichte TheFatRat die 3. Zusammenarbeit mit Brehm unter dem Namen MAYDAY. Am 22. April 2018 erfolgte die nächste Kooperation namens Twilight Zone mit Rameses B. Am 8. März 2019 veröffentlichte TheFatRat die 4. Zusammenarbeit mit Brehm unter dem Namen Chosen. Am 16. Juli 2020 veröffentlichte TheFatRat die 5. Zusammenarbeit mit Brehm unter dem Namen We´ll Meet Again. Am 26. Januar 2024 veröffentlichte TheFatRat die nächste Zusammenarbeit mit Brehm unter dem Namen Sail Away.

## Veröffentlichungen

### LPs
- 2010: Dreams

### EPs
- 2015: Future Holds (feat. Evoke)
- 2017: Breathe

### Singles
- 2011: Cosmic Gravity
- 2016: Don’t Wait
- 2017: Parallel

### Kollaborationen
| Jahr | Titel                                            |
| ---- | ------------------------------------------------ |
| 2012 | Waking Dreams (feat. TwoThirds)                  |
| 2012 | Love Will Carry Us (feat. Ecotek & James Egbert) |
| 2012 | I Remember You (feat. Danilo Garcia)             |
| 2012 | Light Up the Stars (feat. James Egbert)          |
| 2012 | Watching The Clock (feat. Approaching Nirvana)   |
| 2012 | Dreams (feat. Rogue)                             |
| 2013 | Kiara \|\| (feat. Muzzy)                         |
| 2013 | One Future (feat. TranceCrafter)                 |
| 2013 | Diamond Sky (feat. Elliot Berger)                |
| 2013 | Suppressant (feat. yh)                           |
| 2013 | Snowfall (feat. Approaching Nirvana)             |
| 2013 | Eye of the Storm (feat. Tut Tut Child)           |
| 2014 | Transformations (feat. Rameses B)                |
| 2014 | Pure Sunlight (feat. Mr FijiWiji & AgNO3)        |
| 2014 | Valkyrie (feat. Varien)                          |
| 2015 | Pressure (feat. Draper)                          |
| 2015 | Ghost Spores (feat. Varien)                      |
| 2015 | We Won’t Be Alone (feat. Feint)                  |
| 2015 | Monody (feat. TheFatRat)                         |
| 2015 | Epiphany (feat. Glimpse)                         |
| 2015 | Valkyrie \|\|\|: Atonement (feat. Varien)        |
| 2016 | Heartstrings (feat. Vulpey)                      |
| 2016 | Falling (feat. AK & Brenton Mattheus)            |
| 2016 | The Calling (feat. TheFatRat)                    |
| 2016 | Strange Love (feat. Bustre)                      |
| 2016 | Summer Never Ends (feat. Anna Yvette)            |
| 2016 | Vertigo (feat. Rob Gasser)                       |
| 2016 | Melancholy (feat. REZZ)                          |
| 2016 | Words (feat. Feint)                              |
| 2016 | All I See (feat. Draper)                         |
| 2016 | Won’t You (feat. Kross)                          |
| 2016 | Mortals (feat. Warriyo)                          |
| 2017 | Losing You (feat. Ephixa)                        |
| 2017 | Daylight (feat. IMLAY)                           |
| 2017 | Deja Vu (feat. Ephixa)                           |
| 2017 | Ocean Blue (feat. WRLD)                          |
| 2017 | Believe (feat. Elliot Berger)                    |
| 2018 | MAYDAY (feat. TheFatRat)                         |
| 2018 | Twilight Zone (feat. Rameses B)                  |
| 2018 | End of Time (feat. Arc North and Rival)          |
| 2019 | Chosen (feat. TheFatRat & Anna Yvette)           |
| 2019 | Solace (feat. Feint)                             |
| 2020 | We’ll Meet Again (feat. TheFatRat)               |